# Беїле
Беїле (рум. Băile) — село у повіті Бузеу в Румунії. Входить до складу комуни Балта-Албе.
Село розташоване на відстані 137 км на північний схід від Бухареста, 45 км на схід від Бузеу, 54 км на захід від Галаца, 142 км на схід від Брашова.

## Населення
За даними перепису населення 2002 року у селі проживали 608 осіб, усі — румуни. Усі жителі села рідною мовою назвали румунську.